# Attaque du train de la Banque de France
L'attaque du train de la Banque de France est une attaque de train qui a eu lieu durant la Seconde Guerre mondiale.
Le 26 juillet 1944, en gare de Neuvic en Dordogne, l'Armée secrète (AS) et l'Organisation de résistance de l'armée (ORA) dérobent à la Banque de France — et non pas aux Allemands — plus de deux milliards de francs de l'époque transférés par train de Périgueux à Bordeaux. Contrairement aux prétentions d'un ultérieur auto-proclamé « chef de la Résistance » et ses amis, l'affaire échappe complètement aux groupes à direction communiste de l'immédiate forêt de la Double.
Il s'agit du plus gros casse mondial. L'argent est destiné à payer les dettes de la Résistance française de la région et à organiser de nouvelles opérations dans le cadre de la Libération.

## Contexte
Le débarquement allié du 6 juin 1944 fait grossir les rangs de la Résistance dans le Sud-Ouest de la France. Afin de pouvoir se nourrir et s'équiper, ces résistants procédaient à des réquisitions auprès des commerçants et paysans de la région, et, faute de pouvoir payer, laissaient — généralement — jusqu'ici des bons de réquisition. Ces bons étaient destinés à être honorés, mais la résistance manquait d'argent. Cela risquait fortement de mener à des troubles civils importants, du fait des nombreux impayés.
Le préfet de la Dordogne par intérim, Jean André Eugène Callard, successeur de Jean Popineau en fuite et tout aussi lié au régime de Vichy, souhaitait se revirginiser.
Le lieutenant-colonel Gaucher de l'Armée secrète apprend par Callard qu'une forte somme d'argent appartenant à la Banque de France va être transférée en train. Le préfet de circonstance fournit toutes les informations utiles, y compris concernant l'escorte puisque le directeur de la Banque de France de Périgueux lui a demandé une équipe d'inspecteurs des Renseignements généraux.
Après avoir rapidement rassemblé des moyens humains et logistiques (150 hommes et deux camions pour transporter les quatre tonnes et demi que représentent l'argent), la décision est prise d'attaquer ce train en gare de Neuvic qui se trouve être l'unique station hors d'un bourg sur la ligne vers Bordeaux,.

## Braquage

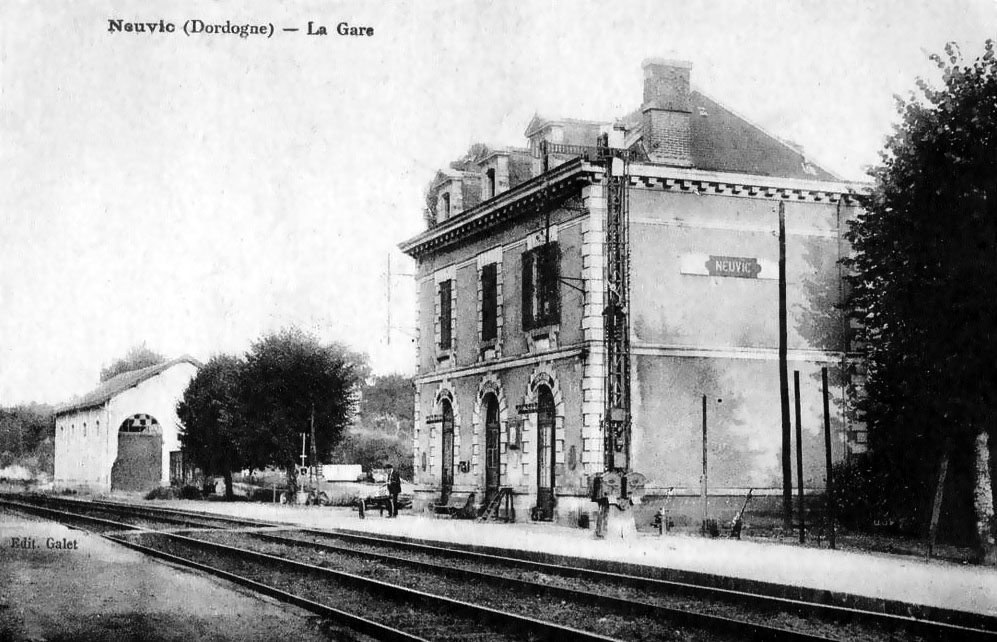
La gare de Neuvic vers 1900.

Le 26 juillet 1944, dans l'après-midi, les maquisards de l'Armée secrète (AS) et de l'Organisation de résistance de l'armée (ORA) investissent les abords de la gare et sécurisent le terrain.
Vers 19 h 30, l'omnibus de voyageurs 1709 en provenance de Périgueux et à destination de Bordeaux s'arrête. Les attaquants constatent que seuls quatre inspecteurs de police sont présents dans le fourgon banalisé de tête qui contient les billets. Prévenus, ceux-ci n'opposent pas de résistance.
Le wagon est manœuvré vers une voie de débord avec l'aide des cheminots. 150 sacs de billets de banque sont transférés dans les camions, pour un butin de 2 280 000 000 anciens francs (équivalent à plus de 440 millions d'euros). Roland Clée, un des chefs de l'opération, rédige un bulletin de réquisition qu'il remet aux représentants de la Banque de France présents dans le train. Aucun coup de feu n'a été tiré.

## Après le braquage
Un des camions tombe en panne sur la route qui mène au camp de Saint-Avit-de-Vialard. L'argent est finalement transféré avec succès au lieu-dit Durestal.
Maxime Roux, « préfet du maquis », coordonne la dispersion, et l'argent devient introuvable. Rapidement, l'argent permet de rembourser les dettes, et de financer des groupes de résistants locaux, mais aussi des groupes et opérations en Limousin, ainsi que dans les régions de Bordeaux et de Lyon.
Contrairement à des assertions hasardeuses, il n'a jamais été démontré que les opérations de représailles allemandes qui s'exerceront en forêt de la Double étaient liées à l'opération de Neuvic.[réf. nécessaire]
Par la suite, des enquêtes françaises seront diligentées.

## Après la Libération
Comme l'ont clairement expliqué, publiant des documents, Jean-Jacques Gillot et Jacques Lagrange, après la Libération de Périgueux, la Banque de France ne retrouvera qu'une très mineure partie des fonds issus du braquage.
Le docufiction de Ramon Maranon, Le train de Neuvic, sorti en 2005, « présente une enquête rigoureuse ».
Les journalistes Dominique Richard et Anne-Marie Siméon avaient pourtant déjà écrit qu'une partie de l'argent aurait servi à financer des partis politiques après-guerre. Pour Guy Penaud, comme l'ont démontré, preuves à l'appui, Gillot et Lagrange, ce sont tous les partis politiques se réclamant de la Résistance qui ont bénéficié de l'argent du braquage. Le rapport de l'inspecteur des finances Clappier, jamais publié, a été retrouvé par les deux historiens les plus avisés de l'affaire.
Les rumeurs concernant la présence de lingots d'or dans le butin, ou l’alimentation de certaines fortunes personnelles, hormis dérives internes vers des dirigeants politiques, se révèlent infondées.
Néanmoins, la nomination comme ministre des Finances de René Pleven succédant à Aimé Lepercq, choisi plutôt que René Mayer ou Paul Giacobbi, tous deux préférés par Pierre Mendès France au premier, permettant l'assouplissement de l'austérité et le blocage de billets, facilitera la disparition inexpliquée du butin de ce casse du siècle,,.

### Documentaires
- Ramon Maranon, Le train de Neuvic, docufiction, 2005, 52 min
- [vidéo] « Making-of du docufiction de Ramon Maranon, réalisé par Magali Lefay pour France 3 Aquitaine », sur YouTube, 9 septembre 2013
- David Korn-Brzoza, [vidéo] « L'argent de la Résistance », sur YouTube, 2012, 68 min (voir surtout après 53 min)

### Audiographie
- Neuvic, 58 minutes d'arrêt, France Culture, mai 2019, récit documentaire en deux épisodes
- Le trésor de guerre de la Résistance : les milliards du train Périgueux-Bordeaux, Affaires sensibles, France Inter, 14 mars 2018